# أوشانن (الفوقاني)
أوشانن هو دُوَّار يقع بجماعة تمسمان، إقليم الدريوش، جهة الشرق في المملكة المغربية. ينتمي الدوّار لمشيخة الفوقاني التي تضم 16 دوار. يقدر عدد سكانه بـ 1091 نسمة حسب الإحصاء الرسمي للسكان والسكنى لسنة 2004.

## روابط خارجية
- البوابة الوطنية للجماعات الترابية
- المندوبية السامية للتخطيط